# دائرة حيزر
دائرة حيزر هي إحدى دوائر ولاية البويرة الجزائرية.

## مواضيع ذات صلة
- دوائر ولاية البويرة
- بلديات ولاية البويرة